# Enfilade

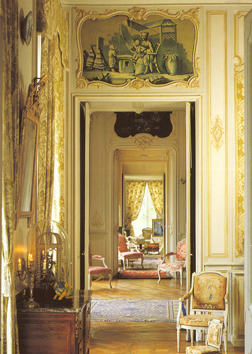
Vista di un enfilade nel castello di Vendeuvre.

Esempi di enfilade visti in pianta.

In architettura, un'enfilade (o anche "infilata di stanze") è una serie di stanze formalmente allineate l'una dopo l'altra. Questo modo di progettare era comunemente usato nella grande architettura europea dal periodo barocco in poi, ma non mancano esempi precedenti, come per esempio le Stanze di Raffaello. Le porte di ciascuna stanza sono allineate le une con le altre lungo un unico asse; questo consente di percepire con un unico sguardo l'intera infilata di stanze. L'enfilade potrebbe essere usato come un percorso processionale ed è una soluzione comunemente adottata nei musei e nelle gallerie, in quanto facilita il passaggio di un gran numero di persone attraverso l'edificio.
Nell'enfilade  è possibile riconoscere l'antenato del corridoio moderno:
(Manolo De Giorgi, Domus n 973)

## Esempi
- Reggia di Versailles, Versailles
- Palazzo di Westminster, Londra
- National Gallery, Londra
- Palazzo di Caterina, Puškin